# Charhizma

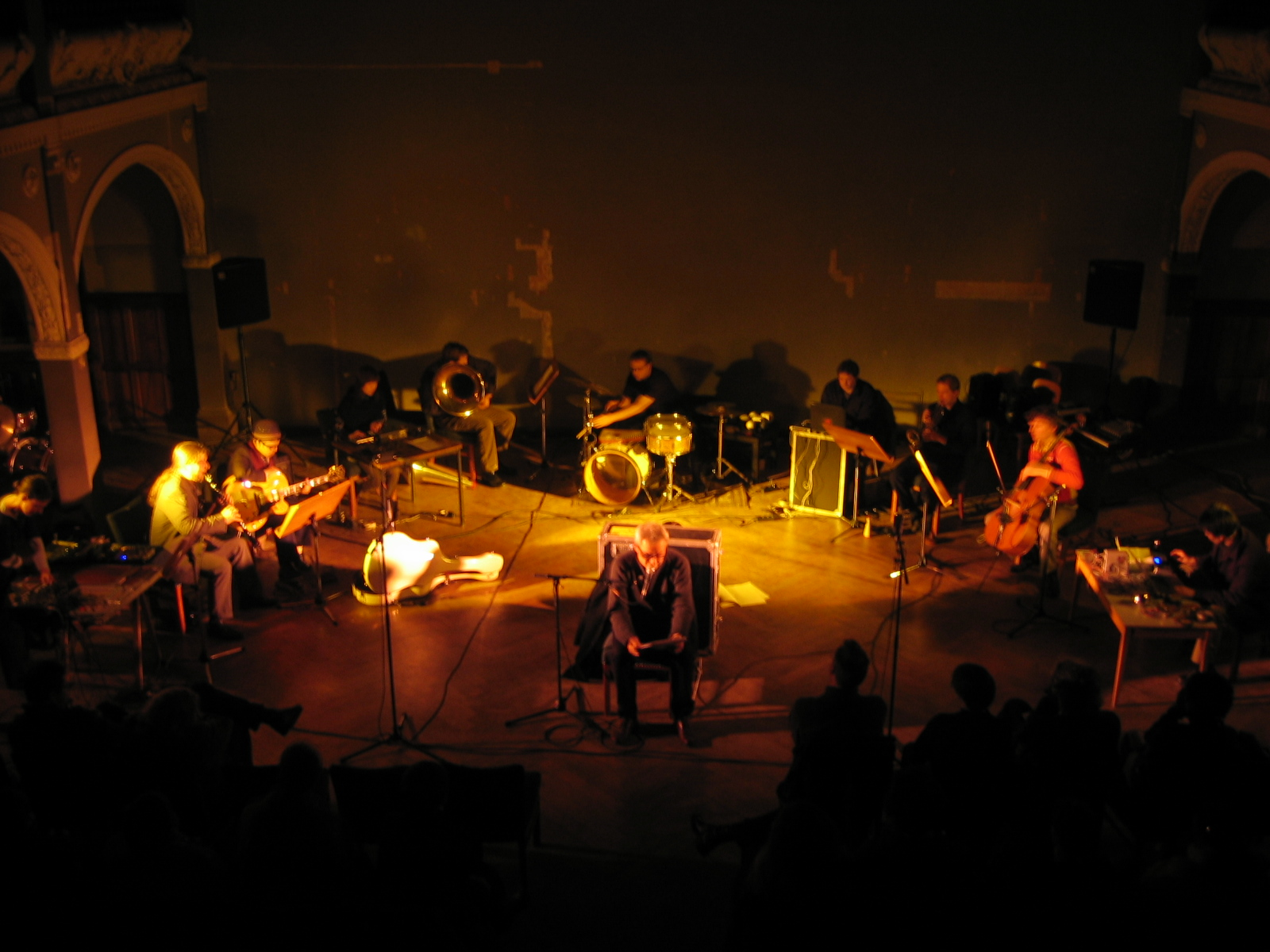
Aufführung von miira ni narumade beim Uchiage-Festival in Berlin

Charhizma ist ein österreichisches Musiklabel, das 1999 von Christof Kurzmann in Wien gegründet wurde. Die Veröffentlichungen decken verschiedene musikalische Genres ab. Die Bandbreite reicht dabei von improvisierter Musik über Glitch bis Pop. Charhizma trat auch mehrfach als (Mit-)Veranstalter bei Konzerten auf; unter anderem im Wiener Porgy & Bess, im Berliner Podewil und beim Festival Uchiage – Improvisation in Japan und hier.

## Veröffentlichungen (bis Januar 2005)
- cha001 Bernhard Fleischmann: Pop Loops for Breakfast
- cha002 Dafeldecker/Fennesz/Kurzmann: Meet O’Rourke/Drumm/Siewert
- cha003 Marina Rosenfeld: theforestthegardenthesea Music from Fragment Opera
- cha004 The comforts of madness: Röhren
- cha005 Werk: 13 Statements Concerning Werk!
- cha006 Bernhard Fleischmann: Sidonie (zusammen mit Morr Music)
- cha007 Siewert, Horvitz, Hinteregger, Dafeldecker, Buck: Komfort 2000
- cha008 Ted Milton & Loopspool: Sublime
- cha009 Andrea Neumann, Annette Krebs: Rotophormen
- cha010 The beige oscillator & DJ Attaché: Waiting for Wood
- cha011 Orchester 33 1/3: Maschine brennt! (zusammen mit Plagdichnicht)
- cha012 Shabotinski: (B)ypass:(K)ill (zusammen mit Plagdichnicht)
- cha013 Dieb13: Restrukturierungen  (zusammen mit orf)
- cha014 Store: Autopilot
- cha015 Bernhard Fleischmann: Rmp

- cha017 Otomo Yoshihide/Shimada Masahiko: Miira ni narumade
- cha018 Marina Rosenfeld & Sheer Frost Orchestra: Drop, hop, drone, scratch, slide & a for anything
- cha019 Verschiedene: Platte (zusammen mit Jimmy draht)
- cha020 Dafeldecker/Kurzmann meet Drumm/eRikm/Dieb13/Noetinger
- cha021 Christof Kurzmann: The Air Between
- cha022 Kai Fagaschinski & michael renkel: Rebecca
- cha023 Margareth Kammerer: To Be an Animal of Real Flesh
- cha024 Ercklentz/Neumann: Oberflaechenspannung
- cha025 Bernhard Fleischmann: Welcome Tourist
- cha026/cha027 Verschiedene: Labor-CD – Labor Sonor / Kule / Berlin
- cha028 Efzeg: Würm

- cha031 Manfred Hofer: Nuors (zusammen mit Artonal)
- cha032 Baltschun/Baghdassarians: 13:46\11:04\25:09

- cha034 Kai Fagaschinski & Bernhard Gál: Going Round In Serpentines
- cha035 B. Fleischmann: The Humbucking Coil
- cha036 Michael Thieke Unununium: Where Shall I Fly Not to Be Sad, My Dear?
- cha037 Antje Vowinckel: Call Me Yesterday